# JIS
JIS (японские промышленные стандарты; англ. Japan Industrial Standards ) — набор требований, используемых в промышленности Японии. Процесс стандартизации координируется Комитетом по промышленным стандартам Японии (Japanese Industrial Standards Committee). Комплекс стандартов JIS предложен Японской ассоциацией стандартов (Japanese Standards Association).

## Классификация и обозначение стандартов
Стандарты имеют фиксированный формат JIS X 0208:1997, где X — латинская буква — код отрасли применения, 0208 — порядковый номер (может быть пятизначным для стандартов, повторяющих стандарты ISO), 1997 — год принятия последней редакции.
Коды отраслей:
- A — Строительство, архитектура, гражданское инженерное дело
- B — Машиностроение
- C — Электротехника и электроника
- D — Автомобилестроение
- E — Железнодорожный транспорт
- F — Судостроение
- G — Чёрная металлургия
- H — Цветная металлургия
- K — Химическая промышленность
- L — Текстильная промышленность
- M — Горная промышленность
- P — Целлюлозно-бумажная промышленность
- Q — Системы управления
- R — Керамика
- S — Домашняя утварь
- T — Медицинские приборы, средства защиты
- W — Авиация и авиапромышленность
- X — Информационные технологии
  - JIS X 0201:1997 : Национальный аналог ISO 646
  - JIS X 0202:1998 : Национальный аналог ISO 2022
  - JIS X 0208:1997 : двухбайтная кодировка знаков японского алфавита. Стандарт известен, благодаря наличию кандзи неясного происхождения (Юрэй-модзи)
  - JIS X 0212:1990 : кодировка вспомогательных символов японского алфавита
  - JIS X 0213:2004 : семи- и восьмибитная кодировка знаков японского алфавита
  - JIS X 0221-1:2001 : Национальный аналог ISO 10646
  - JIS X 0401:1973 : Классификатор префектур Японии
  - JIS X 0402:2003 : Классификатор населённых пунктов
  - JIS X 0405:1994 : Commodity classification code
  - JIS X 0408:2004 : Классификатор университетов и колледжей
  - JIS X 0501:1985 : Штрих-кодирование (uniform commodity code)
  - JIS X 0510:2004 : QR Code
  - JIS X 3001-1:1998, JIS X 3001-2:2002, JIS X 3001-3 : Язык программирования Fortran
  - JIS X 3002:1992 : Язык программирования COBOL
  - JIS X 3005-1:2002 : SQL
  - JIS X 3010:2003 : Язык программирования C
  - JIS X 3014:2003 : Язык программирования C++
  - JIS X 3030:1994 : POSIX
  - JIS X 4061:1996 : Collation of Japanese character string
  - JIS X 6002:1980 : Раскладка клавиатуры для 7-битного набора символов JIS
  - JIS X 6054-1:1999 : MIDI
  - JIS X 6241:1997 : 120-мм DVD
  - JIS X 6243:1998 : 120-мм DVD-RAM
  - JIS X 6245:1999 : 80-мм (1,23 GB на сторону) и 120-мм (3,95 GB на сторону) DVD-R
  - JIS X 9051:1984 : 16-точечные матричные символы для вывода на экран
  - JIS X 9052:1983 : 24-точечные матричные символы для принтеров
- Z — Прочее

## Символ
Продукты, соответствующие стандарту, помечаются знаком , не присутствующим в стандарте Юникод. Ранее эту роль выполнял символ U+3004 〄 japanese industrial standard symbol (HTML &#12292;), входящий в стандарт в блоке Символы и пунктуация ККЯ (англ. CJK Symbols and Punctuation) начиная с версии 1.1.